# José Vicente Lozano Fernández
José Vicente Lozano Fernández (Yumbo, 8 de diciembre de 1956) es un abogado y político colombiano, quien se desempeñó como Gobernador del Departamento de Arauca (1995-1997) y Representante a la Cámara por el mismo departamento (2006-2010).

## Biografía
Nació en Yumbo, en el departamento de Valle del Cauca, en diciembre de 1956. Es Abogado y Administrador de Empresas de profesión.
Trabajó como funcionario del extinto Instituto de Mercadeo Agropecuario (Idema), del Ministerio de Agricultura. Afiliado al Partido Liberal, fue concejal de Saravena (Arauca), tesorero del mismo municipio en tres períodos y en las elecciones regionales de 1988 resultó elegido como su primer alcalde por votación popular. De allí pasó a la Asamblea Departamental de Arauca, donde ocupó un escaño entre 1991 y 1992, cuando renunció por amenazas.
En las elecciones regionales de 1994 resultó elegido Gobernador de Arauca con el aval del Partido Liberal. Aunque para las elecciones regionales de 2003 se volvió a presentar como precandidato a Gobernador en su partido, esta vez resultó derrotado.
Abandonó el Partido Liberal y se unió al Partido Convergencia Ciudadana, por el cual resultó elegido miembro de la Cámara de Representantes de Colombia por Arauca en las elecciones legislativas de 2006, al haber obtenido 1.575 votos. En la Cámara fue miembro de la Comisión Séptima, encargada de temas como seguridad social y salud.
En 2008 renunció a la Cámara, ya que la Corte Suprema de Justicia le abrió una investigación por supuestamente haberle entregado contratos al frente Domingo Laín del Ejército de Liberación Nacional (ELN), durante su mandato como gobernador. En 2010 la Corte demostró que apoyó financieramente al ELN a cambio de respaldo político, y lo condenó a siete años de prisión por el delito de rebelión. En 2016 recibió una segunda condena de nueve años por celebración indebida de contratos, ya que se hallaron irregularidades en múltiples contratos entregados durante su mandato, para presuntamente favorecer a contratistas adscritos al ELN.